# Wladislaw Lukanin
Wladislaw Walerjewitsch Lukanin (russisch Владислав Валерьевич Луканин; * 28. Oktober 1984 in Sotschi) ist ein russischer  Gewichtheber.

## Karriere
Lukanin erreichte bei den Weltmeisterschaften 2001 den siebten Platz in der Klasse bis 62 kg. 2003 war er bei den Weltmeisterschaften Zweiter in der Klasse bis 69 kg, allerdings wurde er bei der Dopingkontrolle positiv auf HCG getestet und für zwei Jahre gesperrt.
Nach seiner Sperre gewann er bei den Europameisterschaften 2006 Silber im Zweikampf und Gold im Stoßen in der Klasse bis 77 kg. Bei den Weltmeisterschaften im selben Jahr wurde er Vierter im Zweikampf und Zweiter im Stoßen. Bei den Europameisterschaften 2007 und 2009 gewann er Bronze in der Klasse bis 69 kg. 2011 wurde er bei den Europameisterschaften Erster. Er wurde jedoch positiv auf anabole Steroide getestet und für zwei Jahre gesperrt.
Lukanin ist Oberpolizeileutnant und schloss 2008 ein Studium mit Schwerpunkt Geschichte an der Russischen Universität der Völkerfreundschaft ab.